# Lost and Found on a South Sea Island
Lost and Found on a South Sea Island er en amerikansk stumfilm fra 1923 af Raoul Walsh.

## Medvirkende
- House Peters som Blackbird
- Pauline Starke som Lorna
- Antonio Moreno som Lloyd Warren
- Mary Jane Irving som Madge
- Rosemary Theby
- George Siegmann som Faulke
- William V. Mong som Skinner